# Hemiarius dioctes
Hemiarius dioctes is een straalvinnige vissensoort uit de familie van christusvissen (Ariidae). De wetenschappelijke naam van de soort is voor het eerst geldig gepubliceerd in 2000 door Kailola.